# مرگ بر اسموچی
مرگ بر اسموچی (به انگلیسی: Death to Smoochy) فیلمی کمدی سیاه است محصول سال ۲۰۰۲ به کارگردانی دنی دویتو. در این فیلم بازیگرانی همچون رابین ویلیامز، ادوارد نورتون، دنی دویتو، کاترین کینر، جان استوارت، ملیسا دی مارکو، پم فریس، دنی وودبرن، هاروی فایراستین و وینسنت شیاولی ایفای نقش کرده‌اند.